# ニーデ県
ニーデ県 (ニーデけん、トルコ語: Niğde ili) は、トルコ中南部、中央アナトリア地方の県。

## 概要
県域は小さく、田園が広がる。人口は33万人。このうち10万人がニーデ市に住んでいる。人口は1990年代から2000年には微増し、2007年までには微減した。県域面積は7,321km²。
北から時計回りに、ネヴシェヒル県、カイセリ県、アダナ県、メルスィン県、コンヤ県、アクサライ県と接している。

## 地理
西部以外の三方向をトロス山脈に囲まれており、ハッサン山が有名。西部はエメン平原であり、隣県の広いコンヤ平原に繋がっている。火山性土壌のおかげでニーデ県は農業が盛んである。主生産はリンゴと馬鈴薯。
山に囲まれ高度も高く、地域の多くは乾燥し冷たい気候である。冷たい北風によって冬は雪にさらされる。平均降水量は0.9mmであるがそのうち78.5mmは4月にまとまっており、7月8月には全く降らない。したがって山腹はむき出しであり、幾つかの森は高度の高い位置にある。
名前の由来は古代にニキタ、ニヒタと呼ばれており、これがニキダ、ニキデ、ニーデと変わったと考えられる。

## 歴史
この地域は新石器時代の紀元前8000年 - 紀元前5000年にかけて人が住み始めたと見られ、ボール地区での墓墳発掘が証明している。また、錫の鉱脈跡がチャマルドゥに見つかっている。この地域はその後ヒッタイトに殖民され、それが紀元前800年頃まで続いた。
ニーデの最初の文献に見られる証拠はヒッタイトの歴史家ゲルブが書き残したアンダヴァルのサルニアス王のルウィ語碑文na-hi-ti-iaである。
その後アッシリア、フリギア、ギリシャ、ペルシャ、ローマに占領され、ローマ時代には宮殿と水道の整ったティヤナがローマの都市として栄えた。
この領域が1166年にセルジューク朝トルコに占領されるまでビザンチン・ローマの東の首都としてローマの風習が残った。13世紀の早期にはニーデ中央はアナトリア最大級の都市になり、多くの印象的なモスクと墓が作られた。
その後オスマン帝国が1471年に、トルコ共和国が1920年にこの地を支配下に置いた。

## 経済
ニーデは農業の豊かなコンヤ県と地中海に面するアダナ県の間にある。また、この県はカイセリ空港、ネブシェヒル空港とも近くカッパドキアも近郊にあるため観光が盛んである。
ニーデは豊かな農業の恩恵を受けている。リンゴは特に有名であり、リンゴに同じく重要な作物はジャガイモ、キャベツ、穀物、砂糖大根である。ニーデ県はトルコの最大のジャガイモ生産地であり、最も多くリンゴが植えられている (リンゴ生産の多さは他県が勝っている) 。
酪農と牧畜も重要な産業であり、その他養蜂、最近ではマスの養殖もある。
ニーデ県は豊かな伝統文化も持っており、歌、踊りはもちろん有名な諺もある。「ボールの東の市場が終われば、ロバに乗ってニーデに行く。」は「早起きは三文の徳」に似た意味を持っている。その他の伝統文化にはプラムが誰かを意味しており、人を招いて客が庭に座り、彼らがプラムを持ち上げれば彼らに夕食の用意をする必要がないというものである。

## 観光地
トロス山脈のアラダー山やボルカル山はウィンタースポーツに人気であり、高地にある牧地や山村の登山やトレッキングも有名。春の花が咲く頃の山は特によい。
アラダー山は特にトルコで最も有名な登山地であり、チャマルドゥ野村から訪れる。ボルカル山は7kmのスキーコースと火山湖があり春の山草で知られている。また、カッパドキアの一部であり、ネブシェヒル県の中心ほどではない物の、歴史的な場所にも観光客は多い。ニーデの歴史的な場所には多くの教会、モスク、地下都市が挙げられる。軟質の火山岩の中に作られた避難所なども見られる。その他、ティヤナの都市、ローマの水道管がボールに見られる。
ニーデ県には温泉も多く、ホテルやインフラが整い始めれば観光客がより多く訪れるようになるかもしれない。

## 下位自治体
- ニーデ（Niğde）
- アルトゥンヒサール（Altunhisar）
- ボール（Bor）
- チャマルドゥ（Çamardı）
- チフトリク（Çiftlik）
- ウルクシュラ（Ulukışla）